# Spilosoma brandti
Spilosoma brandti är en fjärilsart som beskrevs av Daniel 1949. Spilosoma brandti ingår i släktet Spilosoma och familjen björnspinnare. Inga underarter finns listade i Catalogue of Life.